# Вайлдернесс-Рим (Вашингтон)
Вайлдернесс-Рим (англ. Wilderness Rim) — переписна місцевість (CDP) в США, в окрузі Кінг штату Вашингтон. Населення — 1617 осіб (2020).

## Географія
Вайлдернесс-Рим розташований за координатами 47°26′49″ пн. ш. 121°46′7″ зх. д. / 47.44694° пн. ш. 121.76861° зх. д. (47.446975, -121.768572).  За даними Бюро перепису населення США в 2010 році переписна місцевість мала площу 1,63 км², з яких 1,61 км² — суходіл та 0,02 км² — водойми.

## Демографія
Згідно з переписом 2010 року, у переписній місцевості мешкали 1523 особи в 575 домогосподарствах у складі 414 родин. Густота населення становила 933 особи/км².  Було 601 помешкання (368/км²).
Расовий склад населення:
| - 94,5 % — білих - 0,8 % — азіатів - 0,6 % — корінних американців - 0,6 % — чорних або афроамериканців - 1,3 % — осіб інших рас |

До двох чи більше рас належало 2,2 %. Частка іспаномовних становила 3,3 % від усіх жителів.
За віковим діапазоном населення розподілялося таким чином: 26,3 % — особи молодші 18 років, 69,6 % — особи у віці 18—64 років, 4,1 % — особи у віці 65 років та старші. Медіана віку мешканця становила 36,8 року. На 100 осіб жіночої статі у переписній місцевості припадало 107,5 чоловіків;  на 100 жінок у віці від 18 років та старших — 103,3 чоловіків також старших 18 років.
Середній дохід на одне домашнє господарство  становив 115 837 доларів США (медіана — 96 750), а середній дохід на одну сім'ю — 119 816 доларів (медіана — 96 944). Медіана доходів становила 62 917 доларів для чоловіків та 49 896 доларів для жінок. 
Цивільне працевлаштоване населення становило 1100 осіб. Основні галузі зайнятості: освіта, охорона здоров'я та соціальна допомога — 27,8 %, роздрібна торгівля — 14,5 %, науковці, спеціалісти, менеджери — 11,4 %, публічна адміністрація — 8,4 %.